# ГЕС Белесар
ГЕС Белесар (ісп. belesar) – гідроелектростанція на північному заході Іспанії. Розташована вище за ГЕС Os Peares, становить верхній ступінь каскаду найбільшої річки Галісії Мінью.
Для роботи станції річку перекрили гравітаційною греблею висотою 129 метрів та довжиною 500 метрів, на спорудження якої пішло 735 тис м3 матеріалу. Вона утворила витягнуте по долині річки на 50 км водосховище з площею поверхні 17,3 км2 та об'ємом від 32 до 646 млн м3 (в залежності від рівня поверхні). Під час будівництва організували перенесення на кілька сотень метрів низку споруд середньовічного міста Портомарин.
Розташований неподалік від греблі машинний зал станції споруджено у підземному виконанні. На початку 1960-х років його обладнали трьома турбінами типу Френсіс номінальною потужністю по 75 МВт, як використовували напір у 136 метрів. Відпрацьована вода поверталась у річку по відвідному тунелю довжиною 1,3 км.
На початку 2010-х років спорудили другу чергу станції у складі двох турбін того ж типу, але значно меншої потужності – по 10,4 МВт. Вони працюють при напорі у 121 метр та здійснюють випуск води одразу біля греблі, що дозволило підтримати природну біосферу річки на ділянці до виходу відпрацьованої води першої черги.
Очікується також спорудження третьої черги потужністю 210 МВт.
Зв’язок з енергосистемою відбувається по ЛЕП, що працює під напругою 220 кВ.